# Ворошилін Олександр Миколайович
Олександр Миколайович Ворошилін — головний сержант підрозділу Національної гвардії України, учасник російсько-української війни, який загинув під час російського вторгнення в Україну.

## Життєпис
На момент російського вторгнення в Україну проходив службу на посаді водія гранатометного відділення 3-го взводу оперативного призначення 3-ї роти оперативного призначення 1-го батальйону оперативного призначення ОЗСП «Азов» НГУ.
Загинув 18 березня 2022 року в боях з російськими окупантами під час оборони м. Маріуполя.

## Нагороди
- орден «За мужність» III ступеня (2022, посмертно) — за особисту мужність і самовіддані дії, виявлені у захисті державного суверенітету та територіальної цілісності України, вірність військовій присязі, зразкове виконання службового обов’язку.